# Маньякавалло
Маньякавалло (итал. Magnacavallo) — коммуна в Италии, располагается в регионе Ломбардия, подчиняется административному центру Мантуя.
Население составляет 1785 человек, плотность населения составляет 64 чел./км². Занимает площадь 28 км². Почтовый индекс — 46020. Телефонный код — 0386.
Покровителями коммуны почитаются святые апостолы Пётр и Павел, празднование 29 июня.